# CAF Champions League 2001
La CAF Champions League 2001 fu vinta dall'Al Ahly.

## Qualificazioni

### Turno preliminare
| Squadra 1                   | Totale | Squadra 2           | Andata | Ritorno |
| --------------------------- | ------ | ------------------- | ------ | ------- |
| Real Banjul                 | 1-0    | FC Derby            | 0-0    | 1-0     |
| Inter Bom-Bom               | 0-3    | Sony Elá Nguema     | 0-2    | 0-1     |
| AS Fortior                  | 1-3    | Saint Michel United | 0-0    | 1-3     |
| (dcr) Red Sea Football Club | 2-2    | Tourbillon FC       | 2-0    | 0-2     |
| Anges de Fatima             | 1-1    | Rayon Sport         | 1-0    | 0-1     |
| AS Marsouins                | 3-1    | Mbabane Highlanders | 1-1    | 2-0     |
| Mangasport                  | 0-4    | USFA                | 0-1    | 0-3     |

### Primo turno
| Squadra 1                 | Totale | Squadra 2                        | Andata | Ritorno |
| ------------------------- | ------ | -------------------------------- | ------ | ------- |
| ASC Diaraf                | 2-1    | Real Banjul                      | 1-0    | 1-1     |
| (dcr) ASEC                | 2-2    | Stade Malien                     | 2-0    | 0-2     |
| Julius Berger             | 8-0    | Sony Elá Nguema                  | 5-0    | 3-0     |
| Villa SC                  | 4-3    | Vital'O                          | 2-2    | 2-1     |
| AS Marsouins              | 4-4    | Saint Michel United              | 3-2    | 1-2     |
| Al Ahly                   | 3-1    | Red Sea Football Club            | 3-0    | 0-1     |
| Espérance                 | 4-1    | JS du Ténéré                     | 1-0    | 3-1     |
| Saint George              | 1-1    | Tusker FC                        | 1-1    | 0-0     |
| Young Africans FC         | rit.   | Highlanders FC                   | 2-2    | -       |
| Mamelodi Sundowns         | 2-0    | Costa do Sol                     | 0-0    | 2-0     |
| CR Belouizdad             | 3-1    | Al Ahly                          | 2-0    | 1-1     |
| Al-Merreikh Sporting Club | 4-1    | Power Dynamos FC                 | 2-0    | 2-1     |
| Raja Casablanca           | 3-3    | Union Sportive des Forces Armées | 2-0    | 1-3     |
| TP Mazembe                | 2-0    | Anges de Fatima                  | 1-0    | 1-0     |
| Hearts of Oak             | 4-6    | Étoile du Congo                  | 3-1    | 1-5     |
| Fovu de Baham             | 4-5    | Petro Atlético                   | 2-2    | 2-3     |

### Secondo turno
| Squadra 1                 | Totale | Squadra 2           | Andata | Ritorno |
| ------------------------- | ------ | ------------------- | ------ | ------- |
| (dcr) ASEC                | 2-2    | ASC Diaraf          | 2-0    | 0-2     |
| Villa SC                  | 1-3    | Julius Berger       | 1-0    | 0-3     |
| Al Ahly                   | 6-0    | Saint Michel United | 5-0    | 1-0     |
| Tusker FC                 | 2-2    | Espérance           | 2-1    | 0-1     |
| Mamelodi Sundowns         | 6-5    | Young Africans FC   | 3-2    | 3-3     |
| Al-Merreikh Sporting Club | 2-3    | CR Belouizdad       | 2-0    | 0-3     |
| TP Mazembe                | 3-2    | Raja Casablanca     | 2-0    | 1-2     |
| Petro Atlético            | 6-3    | Étoile du Congo     | 4-1    | 2-2     |

## Fase a gironi

### Group A
| Squadra              | Pti | G | V | N | P | GF | GS | DR |
| -------------------- | --- | - | - | - | - | -- | -- | -- |
| 1. Espérance         | 9   | 6 | 2 | 3 | 1 | 8  | 7  | 1  |
| 2. Mamelodi Sundowns | 9   | 6 | 2 | 3 | 1 | 2  | 2  | 0  |
| 3. Julius Berger     | 7   | 6 | 2 | 1 | 3 | 6  | 6  | 0  |
| 4. TP Mazembe        | 7   | 6 | 2 | 1 | 3 | 5  | 6  | -1 |

| 11 agosto 2001    |     |                   |
| Mamelodi Sundowns | 0–0 | Espérance         |
| TP Mazembe        | 1–0 | Julius Berger     |
| 25 agosto 2001    |     |                   |
| Espérance         | 2–1 | TP Mazembe        |
| Julius Berger     | 2–0 | Mamelodi Sundowns |
| 8 settembre 2001  |     |                   |
| Julius Berger     | 1–1 | Espérance         |
| 9 settembre 2001  |     |                   |
| TP Mazembe        | 0–0 | Mamelodi Sundowns |
| 22 settembre 2001 |     |                   |
| Espérance         | 3–2 | Julius Berger     |
| 23 settembre 2001 |     |                   |
| Mamelodi Sundowns | 1–0 | TP Mazembe        |
| 6 ottobre 2001    |     |                   |
| Espérance         | 0–0 | Mamelodi Sundowns |
| 7 ottobre 2001    |     |                   |
| Julius Berger     | 1–0 | TP Mazembe        |
| 20 ottobre 2001   |     |                   |
| Mamelodi Sundowns | 1–0 | Julius Berger     |
| TP Mazembe        | 3–2 | Espérance         |

### Gruppo B
| Squadra           | Pti | G | V | N | P | GF | GS | DR  |
| ----------------- | --- | - | - | - | - | -- | -- | --- |
| 1. Petro Atlético | 12  | 6 | 4 | 0 | 2 | 10 | 8  | 2   |
| 2. Al Ahly        | 12  | 6 | 4 | 0 | 2 | 9  | 7  | 2   |
| 3. ASEC           | 10  | 6 | 3 | 1 | 2 | 12 | 5  | 7   |
| 4. CR Belouizdad  | 1   | 6 | 0 | 1 | 5 | 2  | 13 | -11 |

| 12 agosto 2001    |     |                |
| CR Belouizdad     | 1–1 | ASEC           |
| Petro Atlético    | 1–3 | Al Ahly        |
| 24 agosto 2001    |     |                |
| Al Ahly           | 1–0 | CR Belouizdad  |
| 26 agosto 2001    |     |                |
| ASEC              | 1–2 | Petro Atlético |
| 7 settembre 2001  |     |                |
| CR Belouizdad     | 0–1 | Petro Atlético |
| 9 settembre 2001  |     |                |
| ASEC              | 1–0 | Al Ahly        |
| 21 settembre 2001 |     |                |
| Al Ahly           | 2–1 | ASEC           |
| 23 settembre 2001 |     |                |
| Petro Atlético    | 2–1 | CR Belouizdad  |
| 5 ottobre 2001    |     |                |
| Al Ahly           | 2–4 | Petro Atlético |
| 7 ottobre 2001    |     |                |
| ASEC              | 7–0 | CR Belouizdad  |
| 21 ottobre 2001   |     |                |
| CR Belouizdad     | 0–1 | Al Ahly        |
| Petro Atlético    | 0–1 | ASEC           |

## Semifinali
| Squadra 1               | Totale | Squadra 2      | Andata | Ritorno |
| ----------------------- | ------ | -------------- | ------ | ------- |
| (dcr) Mamelodi Sundowns | 2-2    | Petro Atlético | 2-0    | 0-2     |
| Al Ahly                 | 1-1    | Espérance      | 0-0    | 1-1     |

## Finale
| Squadra 1         | Totale | Squadra 2 | Andata | Ritorno |
| ----------------- | ------ | --------- | ------ | ------- |
| Mamelodi Sundowns | 1-4    | Al Ahly   | 1-1    | 0-3     |

| CAF Champions League Campione 2001 |
| ---------------------------------- |
| Al Ahly Terzo Titolo               |